# 도요타 상사 회장 척살 사건
도요타 상사 회장 척살 사건(일본어: 豊田商事会長刺殺事件 토요타쇼우지카이쵸시사츠지켄[*])은 1985년 6월 18일에 발발한 살인 사건이다.
도요타 상사는 현물모조수법을 통한 신용사기를 저질러 그 피해자 수가 수만 명에 이르렀고 피해액은 2000억 엔에 달하는 거대 사기 사건을 일으킨 회사로 세간의 주목을 받고 있었다.
1985년 6월 18일, 나가노 가즈오 도요타 상사 회장이 체포된다는 첩보가 입수되자 기자들이 오사카시 키타 구에 있던 나가노의 아파트로 몰려들었다. 오후 4시 30분 경 남자 사내 두 명이 나타나 자리를 지키고 있던 경비원에게 나가노를 만나겠다고 요구했다. 경비원이 아랫층으로 내려간 사이 두 사내는 기자들 앞에서 “피해자들의 부탁을 받았다. 나가노를 죽여 버리겠다”고 발표하고는 창문을 쳐 깨부수고 자택에 난입, 나가노의 두부와 복부 등 13곳을 총검으로 쑤셔 살해했다. 나가노가 “살려 줘!”라고 비명을 질렀지만 문 밖에 운집한 기자 중 누구도 도와주려 하지 않았다. 나가노는 병원으로 후송되었지만 복부에 치명상을 입고 과다출혈로 같은 날 5시 15분에 숨졌다. 이때 나가노의 소지금은 고작 711 엔에 불과했다. 방에서 나온 살인범들은 “경찰 불러, 내가 범인이다”라고 보도진에게 말한 뒤 아파트에서 나오자마자 그대로 체포되었으며 살인범들은 범행 동기에 대해서 자백하였는데, "도요타 상사의 태도가 마음에 안 들어 화가 났다"고 진술했다.
나가노가 살해되는 영상은 NHK와 각 민영 방송국을 통해 중계되었다.
그 후 사기 사건 수사에서 도요타 상사가 모은 돈의 대부분이 유용되어, 남은 것이 없음이 밝혀졌지만, 최고 간부인 나가노가 사망해 돈의 흐름을 해명하기 어렵게 되었다. 결과적으로 수사에 지장을 초래하게 되었기에, 입막음을 위해 관계자에게 살인을 의뢰 받은 것이 아니냐는 추측이 나오기도 했다.
범인들은 1986년 3월 12일, 오사카 지방 법원에서 각각 징역 10년과 징역 8년의 실형 판결을 받았다. 각각 항소했지만 1990년과 1989년에 형이 확정되었다.

## 같이 보기
- 도요타 상사 사건
- 나가노 가즈오
- 방관자 효과
- 범죄 보도